# 오신환
오신환(吳晨煥, 1971년 2월 7일 ~ )은 대한민국의 전직 연극배우 출신 정치인이다. 제19·20대 국회의원, 전 서울특별시 정무부시장이다. 현재 국민의힘 수도권비전특별위원회 위원장을 맡고 있다.

## 정치 활동
서울특별시위원을 역임한 오유근의 아들로 태어났으며, 한나라당 전략기획위원회 위원을 지냈다. 2006년도에 한나라당 소속으로 관악구 제1선거구에서 서울특별시 의회 의원으로 당선되었다. 2010년도에는 한나라당 관악구청장 후보로 출마하였으나 통합민주당의 유종필 후보에게 밀려 2위로 낙선하였다. 유종필은 12만8306표를 얻어 54.62%의 득표율을 기록하였고, 오신환은 8만2899표를 얻어 35.29%의 득표율을 기록하였다. 2012년도 제19대 총선에서 새누리당 소속으로 서울 관악구을 지역 공천을 받아 출마하였으나 통합진보당의 이상규 후보에게 밀려 2위로 낙선하였다. 이상규는 4만3158표를 얻어 38.24%의 득표율을 기록하였고, 오신환은 3만7559표를 얻어 33.28%의 득표율을 기록하였다. 2012년도 8월에는 새누리당 전국청년대회에서 중앙청년위원장 후보에 단독으로 등록하여 당선되었다. 2013년도 제18대 대선에서 청년당원들과 함께 '빨간 운동화' 선거운동을 진두지휘하며 박근혜 대통령 당선에 일조하였고, 박근혜 대통령 대통령직 인수위원회 청년특별위원으로서 활동하였다. 2014년도 9월에는 새누리당 수석부대변인으로 임명되었다.
헌법재판소는 2014년 12월 19일 8대 1의 재판관 의견으로 정부의 청구를 받아들여 통합진보당 해산을 결정하고 소속 국회의원 5명의 의원직도 모두 박탈했다. 이로 인해 서울 관악구 을, 성남시 중원구, 광주 서구 을이 2015년 4월 29일 국회의원 보궐선거가 치러지게 되었다.새누리당은 2015년 1월 20일 "4월29일 치러지는 재보궐선거 후보 공천을 100% 여론조사로 결정키로 했다."고 발표했다. 이에 앞선 1월 8일 국회 정론관에서 기자회견을 갖고 4.29 재보선 출마를 공식 선언한 오신환은1월 23일에 새누리당에 공천을 신청했고, 2015년 2월 9일 새누리당은 당내 경선에서 승리한 오신환 전.서울시의원을 29일 관악구 을 국회의원 보궐선거 후보로 결정했다. 오신환은 여권의 불모지인 관악구 을에서 새정치민주연합의 정태호 후보와 무소속의 정동영 후보를 꺾고 국회의원에 당선되었다. 관악구 을은 1988년 소선거구제가 도입된 이후 27년간 보수 정당의 후보가 당선된 적이 한번도 없는 지역으로 호남 출신과 젊은층이 많아 야권 지지세가 강한 곳으로 꼽혀왔다. 오신환은 3만3913표를 얻어 43.8%의 득표율을 기록했다.
로스쿨 문제에 대한 지적과 함께 사법시험 부활 논란이 있는 가운데 사법시험 존치법을 발의하였다.
2015년도 7월에 새누리당 재능나눔위원회 위원장으로 임명되었다. 2016년도 제20대 총선에서 새누리당 소속으로 서울 관악구을 지역에 출마하여 당선되었다. 4만5454표를 얻어 37.05퍼센트의 득표율을 기록했다. 제20대 국회 개원과 함께 새누리당 원내부대표로 임명되었고, 사법시험 존치 공약을 지키기 위해 법제사법위원회를 자원하였다.
더불어민주당·바른미래당·평화당·정의당 4당이 공직선거법 개정·공수처 신설 등의 법안을 패스트트랙으로 지정하고 4월 23일 바른미래당에서 이를 찬성 12, 반대 11로 가결하자 사개특위 간사로서 반대할 것을 선언했다. 사개특위의 4당 의원은 총 11명으로 이들 중 한 명만 반대해도 패스트트랙은 무산된다. 바른미래당 지도부에서 사개위 간사를 자신에서 채이배로 교체하려 하자 이에 반대했고 바른정당계 의원들과 자유한국당도 오신환 사보임에 반대했으나, 바른미래당 지도부는 4월 25일 사보임 신청서를 제출했고 문희상 국회의장은 이를 허가했다.
오신환 및 권은희 의원 사보임으로 인해 김관영 바른미래당 원내대표는 비판과 사퇴 요구를 받아 조기 퇴임하였고, 2019년 5월 15일 치러진 원내대표 선거에서 국민의당 출신인 김성식 의원을 제치고 당선되었다. 친유승민계는 물론 친안철수계 의원들 또한 김관영·손학규 지도부에 등을 돌리고 오신환 의원을 선택한 것으로 분석된다.
2020년 4월 15일에 열린 21대 총선에서 정태호에게 패해 3선에 실패했다. 21대 총선에서 낙선한 후에는 2022년에 서울 정무부시장으로 임명되어 잠시 국민의힘을 탈당했으며, 2023년 5월 19일에 2024 총선 출마를 선언하며 정무부시장직에서 사임하고 국민의힘에 복당했다.

## 사건

### 조사받는 지인 면회하려 한밤에 경찰서 방문
현행범으로 체포된 지인의 면회차 심야에 경찰서를 방문하여 논란이 되었다. 이에 오신환 의원측은 '잠시 면회를 한 것일 뿐'이라고 해명하였고 경찰 또한 '압력이나 청탁을 한 사실은 없다'고 밝혔다.

### 논문 표절로 석사 학위 취소
2015년 4.29 재보선 당시 논문 표절 의혹이 제기되었던 고려대 정책대학원 석사 학위가 취소되었다. 고려대학교 관계자는 오 후보의 논문에 표절 의혹이 제기돼 심사를 벌인 결과 인용을 한 뒤 출처를 누락한 부분 등이 확인돼 논문을 취소시켰다고 말했다. 이에 오신환 의원 측은 '스스로 논문을 철회하고 학위를 자진반납한 것'이라 해명하였다.

### 세비반납 공약 파기
오신환의원 외 바른정당의원 5명은 20대 총선을 앞두고 20대 총선을 앞두고 당시 계약서 형식의 신문광고를 내면서 ▲대한민국 모두를 위한 갑을개혁 ▲상속자의 나라에서 혁신가의 나라로 만들기 위한 일자리규제개혁 ▲청년의 주거독립과 재정독립을 위한 청년독립 ▲40대, 50대의 새로운 인생 도전을 돕는 4050자유학기제 ▲'임신에서 입학까지'엄마의 일과 자립을 도와주는 마더센터 등 ‘대한민국과의 계약’이라는 개혁과제를 제안하며 이를 지키지 못할 경우 1년치 국회의원 세비를 국가에 기부하는 형태로 반납할 것을 약속하였다. 그러나 이 개혁과제는 지켜지지 않았고 이를 지키지 못한것에 대하여 국회에서 기자회견을 열고“20대 총선에서 과반수 의석 확보에 실패한 데다 탄핵과 분당 사태까지 거치면서 결과적으로 국민과의 약속을 온전히 지키지 못한 데 대해 국민에게 머리 숙여 사과 드린다”고 대국민 사과를 하였다 그러나 공약을 못 지키면 세비를 토해내겠다는 약속은 결국 어겼다. “국민과의 약속을 지키지 못한 부분에 대해선 각 의원이 자신의 환경에 맞는 방법으로 그 책임을 다하겠다”고만 말하고 세비반납에 대하여는 이야기하지 않았다.

## 학력
- 1983년 서울당곡국민학교 졸업
- 1986년 당곡중학교 졸업
- 1989년 당곡고등학교 졸업
- 1989년 건국대학교 공과대학 (토목공학/중퇴)
- 1998년 한국예술종합학교 연극학 학사
- 2007년 고려대학교 정책대학원 정책학 석사 수료

## 경력
- 1990년 연극배우 데뷔하였다가 2006년 연극배우 은퇴
- 한나라당 전략기획위원회 위원
- 2006년 5월 31일: 제4회 전국동시지방선거 당선(민선 4기, 서울 관악구 제1선거구, 한나라당, 초선)
- 2006년 7월~2010년 6월 제7대 서울특별시의회 의원(민선 4기, 서울 관악구 제1선거구, 한나라당, 초선)
- 2010년 5월~2010년 6월: 제5회 전국동시지방선거 서울특별시 관악구청장 한나라당 후보
- 새누리당 초대 중앙청년위원회 위원장
- 2012년 12월~2013년 2월 박근혜 대통령직인수위원회 청년특별위원
- 새누리당 수석부대변인
- 2012년 5월~2016년 12월: 새누리당 서울특별시당 관악구 을 당원협의회 위원장
- 2015년 4월 29일: 2015년 상반기 재보궐선거 당선(서울 관악구 을, 새누리당, 초선)
- 2015년 4월~2016년 5월 제19대 국회의원(서울 관악구 을, 새누리당, 초선)
  - 2015년 4월~2016년 5월: 제19대 국회 후반기 정무위원회 위원
  - 2015년 4월~2016년 5월: 제19대 국회 후반기 예산결산특별위원회 위원
  - 2015년 4월~2016년 5월: 제19대 국회 후반기 법제사법위원회 위원
- 새누리당 정책위원회 정무정조위원회 부위원장
- 새누리당 재능나눔위원회 위원장
- 새누리당 정책위원회 경제상황점검태스크포스 위원
- 새누리당 금융개혁추진위원회 위원
- 2016년 4월 13일: 대한민국 제20대 국회의원 선거 당선(서울 관악구 을, 새누리당, 재선)
- 2016년 5월~2020년 5월 제20대 국회의원(서울 관악구 을, 새누리당→무소속→바른정당→바른미래당→무소속→새로운보수당→미래통합당, 재선)
  - 2016년 6월~2016년 12월: 제20대 국회 전반기 국회운영위원회 위원
  - 2017년 11월~2018년 6월: 제20대 국회 전반기 국회운영위원회 위원
  - 2016년 6월~2018년 5월: 제20대 국회 전반기 법제사법위원회 위원
  - 2018년 6월~2020년 5월: 제20대 국회 후반기 사법개혁특별위원회 간사
  - 2018년 6월~2020년 5월: 제20대 국회 후반기 법제사법위원회 간사
  - 2019년 5월~2019년 12월: 제20대 국회 후반기 국회운영위원회 위원
- 2016년 5월~2016년 12월: 새누리당 원내부대표
- 2016년 5월~2016년 12월: 새누리당 홍보본부장
- 바른정당 대변인
- 바른정당 수석대변인
- 2017년 6월~2018년 2월: 제7회 전국동시지방선거 바른정당 선거기획단장
- 2017년 11월~2018년 2월: 바른정당 원내대표
- 2018년 2월~2018년 6월: 바른미래당 원내수석부대표
- 2018년 6월~2018년 9월: 바른미래당 비상대책위원회 위원
- 2018년 9월~2019년 5월: 바른미래당 사무총장
- 바른미래당 17개 시·도당위원장 직무대행
- 2018년 10월~2019년 5월: 바른미래당 조직강화특별위원회 위원장
- 2019년 5월~2019년 12월: 바른미래당 원내대표
- 2020년 1월~2020년 2월: 새로운보수당 공동대표
- 2020년 2월~2020년 9월: 미래통합당 서울특별시당 관악구 을 당원협의회 위원장
- 2020년 8월~2022년 6월: HOW's 이사장
- 2020년 9월~2022년 7월: 국민의힘 서울특별시당 관악구 을 당원협의회 위원장
- 2021년 3월~2021년 4월: 2021년 재보궐선거 국민의힘 중앙선거대책위원회 서울동행 공동부위원장
- 2021년 3월~2021년 4월: 2021년 재보궐선거 국민의힘 서울특별시장 보궐선거 선거대책위원회 공동선대위원장
- 2021년 3월~2021년 4월: 2021년 재보궐선거 국민의힘 서울특별시장 보궐선거 선거대책위원회 전략기획본부장
- 2021년 5월: 국민의힘·국민의당 합당 추진 국민의힘 측 실무협상단 위원
- 2021년 8월~2021년 11월 제20대 대통령 선거 국민의힘 유승민 대통령 경선후보 희망22 종합상황실장
- 국민의힘 서울특별시당 전략정책위원장단
- 2021년 11월~2021년 12월: 제20대 대통령 선거 국민의힘 살리는 선거대책위원회 중앙선거대책위원회 총괄상황본부 종합상황실 상황1실장 겸 조직총괄본부 서울본부장
- 2021년 12월~2022년 3월: 제20대 대통령 선거 국민의힘 윤석열 대통령 후보 선거대책본부 조직본부 서울본부장
- 2022년 8월~2023년 5월: 제56대 서울특별시 정무부시장
- 2023년 8월~: 국민의힘 서울특별시당 광진구 을 당원협의회 위원장
- 국민의힘 서울특별시당 서울비전특별위원회 위원장
- 2023년 10월~2023년 11월: 국민의힘 혁신위원회 위원
- 국민의힘 원외조직위원장 임시대표단
- 국민의힘 당헌당규개정특별위원회 위원
- 2023년 12월~: 동국대학교 예술대학 특임교수
- 2024년 7월~: 서울특별시청 시정 고문
- 2024년 8월~2024년 12월: 국민의힘 수도권비전특별위원회 위원장
- 2024년 9월~2024년 12월: 국민의힘 중앙연수원 교수

## 역대 선거 결과
|  | 53.80% |

|  | 35.29% |

|  | 33.28% |

|  | 43.89% |

|  | 37.05% |

|  | 41.71% |

|  | 47.60% |

## 소속 정당
| 소속 정당 | 소속 정당    | 소속 기간 | 비고      |
| --------- | ------------ | --------- | --------- |
|           | 한나라당     | 2006~2012 | 정계 입문 |
|           | 새누리당     | 2012~2016 | 당명 변경 |
|           | 무소속       | 2016~2017 | 탈당      |
|           | 바른정당     | 2017~2018 | 창당      |
|           | 바른미래당   | 2018~2020 | 합당      |
|           | 무소속       | 2020      | 탈당      |
|           | 새로운보수당 | 2020      | 창당      |
|           | 미래통합당   | 2020      | 합당      |
|           | 국민의힘     | 2020~2022 | 당명 변경 |
|           | 무소속       | 2022~2023 | 탈당      |
|           | 국민의힘     | 2023~현재 | 복당      |

## 같이 보기
- 관악구 을
- 서울 관악구의 국회의원
- 서울특별시 부시장